# I. Louis de Bourbon-Condé
I. Louis de Bourbon-Condé (Vendôme, 1530. május 7. – Jarnac, 1569. március 13.) Condé hercege (prince), Enghien hercege (duc), Soissons grófja, Franciaország pairje, a Condé-ház alapítója volt. Fontos szerepet játszott a francia vallásháborúk során mint a református (hugenotta) párt vezetője.

## Karrierje
Károly, Vendôme hercege és Françoise d’Alençon legkisebb fia számára a nagyanyai hagyatékból hozták létre 1546-ban a condéi és enghien-i hercegséget. Az ifjú herceg Brissac maréchal alatt fogott először fegyvert V. Károly német-római császár ellen harcolva Piemontban. Számos csatában kitüntette magát, harcolt 1552-ben Metz ostrománál, illetve az 1557-es saint-quentini ütközetben is.
Fivérével, a több valláscserét követően katolikusként, a protestánsok ellen harcolva 1562-ben elesett Antoine de Bourbonnal – a későbbi IV. Henrik apjával – ellentétben következetesen kitartott hugenotta hitvallása mellett.

## A Guise-ek ellen
II. Henrik 1559-es halálát követően ifjú gyermeke, II. Ferenc felett a katolikus Guise hercegek – François, a jeles hadvezér és Charles, az érsek – gyakoroltak döntő befolyást. A helyzetet nem tűrő Condé 1560-ban összeesküvést szőtt a király ellen, ám a helyszínéről Amboise-összeesküvésnek nevezett konspirációt ellenfelei felszámolták, és számos hívét kivégeztették. A herceg ellen ekkor még nem voltak bizonyítékok, ám nemsokára új összeesküvésen kapták. Halálra ítélték, de nagy szerencséjére meghalt II. Ferenc, akit fiatalkorú öccse, IX. Károly követett a trónon – helyette viszont nem a Guise-család, hanem az anyakirályné, Medici Katalin uralkodott. Condé kivégzését Michel de L’Hospital kancellár elhalasztotta, a régensnő pedig kegyelmet szerzett számára, hogy ellensúlyozza a Guise-ek befolyását.

## A vallásháborúkban
1562-ben, amikor a wassyi mészárlást követően a hugenották lázadásával kitörtek a francia vallásháborúk, Condé proklamálta, hogy a királyt mind a Guise-ek, mind az anyakirályné befolyásától meg kívánja szabadítani. A Loire völgyében kezdett hadműveletekbe, ám mivel a német földről ígért segítség elmaradt, az országban szétszórt hugenotta seregeket pedig nem sikerült egyesíteni, Dreux mellett vereséget szenvedett, és fogságba esett. Ezúttal a François de Guise 1563-as meggyilkolása után kezdődött enyhülés mentette meg: az amboise-i béke révén kiszabadulhatott.
1567-ben ismét összeesküvést szőtt: megpróbálta elrabolni a királyt. Az ún. meaux-i meglepetés azonban kudarcot vallott. A hugenotta városok ismét fellázadtak, így kitört a második vallásháború. Condé és II. Gaspard de Coligny, a másik hugenotta fővezér egyesült seregei III. Frigyes pfalzi választófejedelem támogatásával Párizs környékét dúlták, és az ún. saint-denis-i csatában ütköztek meg a királyi hadakkal. A döntetlen ütközetben elesett a katolikusokat vezető Anne de Montmorency connétable, ám a hugenották kénytelenek voltak visszavonulni. A háborút az 1568-as longjumeau-i béke zárta.
Condé noyers-i birtokaira vonult vissza, ám már a béke évében ismét kitört a háború. Ezúttal a katolikus párt próbált lecsapni Condéra és Coligny-re, mindhiába. A Franciaország nyugati területein zajló hadműveletek során király öccse, Anjou hercege, a későbbi III. Henrik vezette a spanyolok és a pápa támogatta királyi hadakat az angol, holland és bajor támogatást élvező protestánsokkal szemben.

## Halála

Condé hercegének címere

Az 1569. március 13-án vívott jarnaci összecsapásban Condé hercege súlyosan megsebesült, fogságba esett, ahol Anjou hercegének testőrparancsnoka, Montesquiou lefejeztette. Condé holttestét szamárhátra kötözték és végigvonultatták az egész hadsereg szeme láttára, majd két napig közszemlére tették a jarnac-i kastélyban. Halála után egyértelműen Coligny vált a hugenotta párt vezérévé.

## Házasságok, utódok
Condé első felesége Éléonore de Roye, Roucy grófnője és Conti hercegnője volt (1535–1564), akit 1551-ben vett feleségül. Három gyermekük született:
- I. Henri (1552–1588), Condé hercege
- I. François (1558–1614), Conti hercege
- Charles de Bourbon (1562–1594), Rouen érseke

Második házasságából, melyet 1565-ben Françoise d’Orléans-Longueville-lel (1549–1601) kötött, egyetlen fia született:
- Charles (1566–1612), Soissons grófja